# Кравченко, Валерий Николаевич (депутат)
Валерий Николаевич Кравченко (род. 1 января 1947, Таганрог, Ростовская область) — российский политик, депутат Государственной Думы Федерального Собрания Российской Федерации 4, 5 и 6-го созывов.

## Биография
Родился 1 января 1947 года в городе Таганрог Ростовской области. В 1969 году окончил Краснодарский государственный педагогический институт им. 15-летия ВЛКСМ. Работал директором спортшколы. Работал учителем физкультуры в городе Кореновск Краснодарского края. Работал заместителем директора ООО «Зевс-АПЭ».

### Депутат госдумы
В 2003 году был избран депутатом Государственной Думы РФ четвёртого созыва по федеральному списку избирательного объединения Партия «ЕДИНСТВО» и «ОТЕЧЕСТВО» — Единая Россия, был членом фракции «Единая Россия», членом Комитета по делам ветеранов. В декабре 2007 года избран депутатом Государственной Думы РФ пятого созыва в составе федерального списка кандидатов, выдвинутого Всероссийской политической партией «Единая Россия»; член Политической партии «Единая Россия», член комитета Государственной Думы по транспорту. 4 декабря 2011 года избран депутатом Государственной Думы по спискам партии «Единая Россия».

## Награды
- Медаль ордена «За заслуги перед Отечеством» II степени (8 ноября 2007 года) — за заслуги в законотворческой деятельности, укреплении и развитии российской государственности[3]
- Благодарность Правительства Российской Федерации (22 июля 2009 года) — за заслуги в законотворческой деятельности и многолетнюю добросовестную работу[4]